# Thomas Wyck

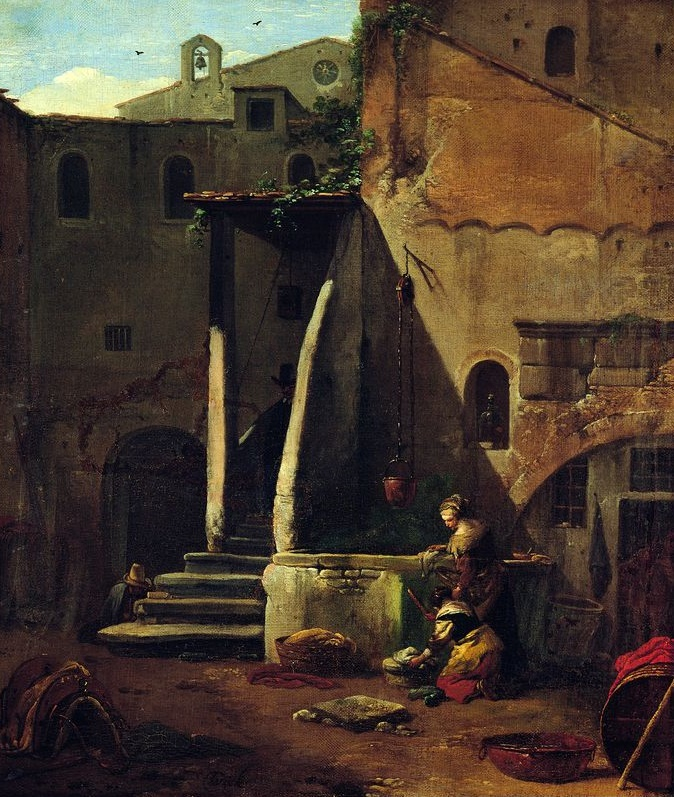
Praczki na dziedzińcu, Muzeum Narodowym w Warszawie

Thomas Wyck, także Wijk lub Wijck (ur. ok. 1616 w Beverwijku, poch. 19 sierpnia 1677 w Haarlemie) – holenderski malarz barokowy, ojciec Jana Wycka.

## Życiorys
Był członkiem rodziny o tradycjach artystycznych, prawdopodobnie ok. 1640 przebywał we Włoszech. W Haarlemie pojawił się ponownie w 1642, wstąpił do gildii św. Łukasza, a w 1660 roku został mianowany jej dziekanem. W czasie restauracji Stuartów przebywał z synem Janem w Anglii. Jan Wyck pozostał tam na stałe i miał wpływ na rozwój na malarstwa angielskiego drugiej połowy XVII wieku.
Thomas Wyck malował pejzaże, sceny rodzajowe z życia miast, targi, rynki i pracownie alchemików. Jego twórczość wyróżniają efekty luministyczne.
Prace artysty znajdują się m.in. w Rijksmuseum w Amsterdamie, Courtauld Institute of Art w Londynie, Ashmolean Museum at the University of Oxford, Fitzwilliam Museum w Cambridge, Muzeum Historii Sztuki w Wiedniu, Museum der Bildenden Künste w Lipsku, Musée des Beaux-Arts de Caen i Ermitażu w Petersburgu.
W Muzeum Narodowym w Warszawie znajduje się obraz Praczki na dziedzińcu.